# كونتشا إسبينا
كونتشا إسبينا (بالإسبانية: Concha Espina)‏ (15 مايو 1869، سانتاندير في إسبانيا - 19 مايو 1955، مدريد في إسبانيا)؛ صحفية، كاتِبة وروائية إسبانية.

## الجوائز
- الجائزة الوطنية للرواية

## روابط خارجية
- كونتشا إسبينا على موقع الموسوعة البريطانية (الإنجليزية)